# Lista över orienteringsklubbar i Sverige

## A
- After Blue OK
- OK Alehof
- Alfta-Ösa OK
- Almby IK
- Alvesta SOK
- OK Amne
- Andrarums IF
- Arboga OK
- Attunda OK
- Avesta OK

## B
- Bergnäsets AIK
- Bjursås OK
- Bodafors OK
- Bottnaryds IF
- FK Boken
- Brattås CK
- Bredareds IF
- BroSö OK
- OK Bävern

## C
- Centrum OK

## D
- OK Dacke
- Dala-Järna IK
- Dalaportens OL
- Degerfors OK
- OK Dellen
- OK Denseln
- OK Djerf
- Domnarvets GoIF

## E
- Eds SK
- Edsbyns OK
- Eksjö SOK
- Emmaboda Verda OK
- IFK Enskede
- Envikens IF
- Eskilstuna OL
- Eslövs FK

## F
- Falkenbergs OK
- Falköpings AIK
- Fellingsbro GOIF
- Fjärås AIK
- FK Friskus-Varberg
- FK Göingarna
- Frosta OK
- Frölunda OL

## G
- Gagnefs OK
- Gamleby OK
- Garda OK
- OK Gipen
- OK Gisle
- Gotlands Bro OK
- Grangärde OK
- Grycksbo IF OK
- Grännabygdens OK
- OK Gränsen
- OK Gynge
- Gällstadsbygdens SOK
- Gävle OK
- Göteborg-Majorna OK
- IFK Göteborg Orientering
- IK Gandvik

## H
- Hagaby GoIF
- IF Hagen
- IF Hallby SOK
- Halmstad OK
- Haninge SOK
- IF Hansa-Hoburg
- IFK Hedemora OK
- Heleneholms IF
- Helsingborgs SOK
- FK Herkules
- Herrestads AIF
- Hestra IF
- HJS-Vansbro OK
- Hjobygdens OK
- Hjärnarps GH OL
- Horndals IF
- OK Hammaren
- OK Hällen
- Hällefors OK
- Härlövs IF
- Härnösands OK
- Hässleholms OK
- Hästveda OK

## I
- IKHP

## J
- Järfälla OK
- Järla IF OK
- Jönköpings OK

## K
- Kamrat Och IF
- Karlsbyhedens OK
- Karlskrona SOK
- Katrineholms OK
- KFUM Örebro OK
- Kils OK
- IFK Kiruna
- OK Klemmingen
- OK Kolmården
- OK Kompassen
- OK Kontinent
- Korsnäs IF OK
- IS Kullen
- Kungälvs OK
- Kvarnsvedens GOIF OK
- OK Kåre

## L
- OK Landehof
- Leksands OK
- Lerums SOK
- OK Letstigen
- IFK Lidingö
- Linköpings OK
- OK Linné
- Ljusdals OK
- Ludvika OK
- Lunds OK
- Lycksele IF
- Långhundra IF
- Länna IF
- OK Löftan

## M
- Malmö OK
- Malungs OK Skogsmårdarna
- Mariestads FK
- IF Marin Väst
- OK Mark
- Markaryds FK
- Markbygdens OK
- Matteus SI
- OK Milan
- Mjölby OK
- IFK Mora
- Motala AIF OL
- Mullsjö SOK
- OK Måsen
- Mälarhöjdens IK OK
- Mölndal Outdoor IF

## N
- OK Nackhe
- Nais OK
- OK Njudung
- Njurunda OK
- OK Nolaskogsarna
- Nybro OK
- Nyköpings OK

## O
- Ockelbo OK
- OK Grip
- OK Hällen
- OK Klemmingen
- OK Måsen
- OK Omega
- OK Origo
- OK Orinto
- OK Orion
- Oslättforspojkarnas IK
- OK Tor

## P
- Pan-Kristianstad

## R
- Rasbo IK
- OK Ravinen
- Rehns BK
- OK Renen
- IF Rigor
- Ringsjö OK
- Robertsfors IK
- Ok Rodhen
- OK Roslagen
- OK Roxen
- Ronneby OK
- Rotebro IS OK
- IF Rune
- Rydboholm SK
- Rånäs OK
- OK Räven
- Rävetofta OK

## S
- Sigtuna OK
- OK Silva
- OK Silvanus
- Simrishamns OK
- Sjövalla FK
- Skellefteå OK
- Skene SoIS
- OK Skogsfalken
- OK Skogshjortarna
- Skogsluffarnas OK
- Skogslöparna
- Skogspojkarnas OK
- OK Skogsstjärnan
- OK Skogsvargarna
- Skåneslättens OL
- OK Skärmen
- Snättringe SK
- IK Stern
- Stenungsunds OK
- Stigmännen - Karlshamns OK
- Stora Tuna OK
- Storviks IF
- Strängnäs-Malmby OL
- Sundbybergs IK
- Sundsvalls OK
- Surahammars SOK
- Svaide Roma SOK
- Svärdsjö SOK
- Säterbygdens OK
- Sävedalens AIK
- Söderhamns OK
- IFK Södertälje
- Södertälje-Nykvarn Orientering
- OK Södertörn
- Söders-Tyresö

## T
- Tenhults SOK
- IF Thor
- Tibro OK
- OK Tisaren
- Tjalve IF
- Tjällmo-Godegårds OK
- Tockarps IK
- Tolered-Utby OL
- OK Torfinn
- Tormestorps IF
- OK Tor
- Torsås OK
- OK Tranan
- OK Triangeln
- Trollhättans SOK
- Trosabygdens OK
- SOK Träff
- Tullinge SK
- IFK Tumba
- Tumba-Mälarhöjden OK
- Turebergs IF SOK
- OK Tuvan
- OK Tyr
- OK Tyringe
- Täby OK

## U
- Ulricehamns OK
- IFK Umeå
- Umeå OK
- IK Uven
- Uddevalla OK
- Uddevalla IS

## V
- Valbo AIF
- SOK Viljan
- OK Vilse 87
- Vimmerby OK
- Visborgs OK
- Vittjärvs IK
- Vittsjö OK
- FK Vittus
- Vänersborgs SK
- Väsby OK
- Västerbergslagens OL
- Västerviks OK
- Västerås SOK
- Växjö OK

## Y
- IK Ymer
- Ystads OK

## Å
- Åhusstrands OK

## Ä
- OK Älme
- Åkers IF
- Älvsby IF OK
- Ärla IF

## Ö
- Örkelljunga FK
- SK Örnen
- Östersunds OK

## Studentföreningar
- Chalmers Orienteringslöpare (COL), Göteborg
- Kongliga Orienteringsteknologerna (KOT), Stockholm
- LiTHe Vilse, Linköping
- Lunds orienterande studenter (LOST), Lund
- Myggans Orienteringssällskap, Umeå